# Aroa atrescens
Aroa atrescens är en fjärilsart som beskrevs av George Francis Hampson 1897. Aroa atrescens ingår i släktet Aroa och familjen tofsspinnare. Inga underarter finns listade i Catalogue of Life.